# Клей (округ, Канзас)
Клей (англ. Clay County) — округ в США, штате Канзас. Официально образован 20 февраля 1857 года. По состоянию на 2010 год, численность населения составляла 8 535 человек. Получил своё наименование в честь американского политического и военного деятеля Генри Клея.

## География
По данным Бюро переписи США, общая площадь округа равняется 1 698 км², из которых 1 668 км² суша и 30 км² или 1,77 % это водоёмы.

## Население
По данным переписи населения 2000 года в округе проживает 8 822 жителей в составе 3 617 домашних хозяйств и 2 517 семей. Плотность населения составляет 5,00 человек на км2. На территории округа насчитывается 4 084 жилых строений, при плотности застройки около 2,00-ти строений на км2. Расовый состав населения: белые — 97,72 %, афроамериканцы — 0,57 %, коренные американцы (индейцы) — 0,41 %, азиаты — 0,15 %, гавайцы — 0,00 %, представители других рас — 0,26 %, представители двух или более рас — 0,90 %. Испаноязычные составляли 0,83 % населения независимо от расы.
В составе 30,50 % из общего числа домашних хозяйств проживают дети в возрасте до 18 лет, 59,90 % домашних хозяйств представляют собой супружеские пары проживающие вместе, 6,10 % домашних хозяйств представляют собой одиноких женщин без супруга, 30,40 % домашних хозяйств не имеют отношения к семьям, 27,70 % домашних хозяйств состоят из одного человека, 15,40 % домашних хозяйств состоят из престарелых (65 лет и старше), проживающих в одиночестве. Средний размер домашнего хозяйства составляет 2,39 человека, и средний размер семьи 2,91 человека.
Возрастной состав округа: 24,90 % моложе 18 лет, 6,70 % от 18 до 24, 23,90 % от 25 до 44, 23,70 % от 45 до 64 и 23,70 % от 65 и старше. Средний возраст жителя округа 41 лет. На каждые 100 женщин приходится 99,10 мужчин. На каждые 100 женщин старше 18 лет приходится 95,60 мужчин.
Средний доход на домохозяйство в округе составлял 33 965 USD, на семью — 41 103 USD. Среднестатистический заработок мужчины был 28 817 USD против 17 760 USD для женщины. Доход на душу населения составлял 17 939 USD. Около 6,80 % семей и 10,10 % общего населения находились ниже черты бедности, в том числе — 14,60 % молодёжи (тех, кому ещё не исполнилось 18 лет) и 8,60 % тех, кому было уже больше 65 лет.